# Aloe rivae
Aloe rivae es una especie de planta suculenta de la familia Xanthorrhoeaceae. Es originaria de Etiopía y norte de Kenia.

## Descripción
Aloe rivae crece sin tallo o tronco corto, en pequeños grupos. El tallo es erecto, ascendente o decumbente y alcanza una longitud de unos 60 cm. Los 20 hojas aovado-lanceoladas  forman densas rosetas. La lámina es de color mate verde oliva a marrón-verde y mide de 50 a 55 centímetros de largo y de 17 a 20 cm de ancho. Los dientes sólidos, teñidos rojizos o de color marrón rojizo en el borde de la hoja con unos 4 milímetros de longitud y de 10 a 15 milímetros de distancia. El jugo seco de la hoja es de color púrpura. La inflorescencia consiste de una docena de ramas y alcanza una longitud de 60 a 70 centímetros. Las ramas inferiores de nuevo ramificadas.  Las brácteas ovado-agudas tienen una longitud de 2 a 4 milímetros y son de 2 a 3 milímetros de ancho. Las flores escarlatas son de 33 milímetros de largo y cortadas en su base.

## Taxonomía
Aloe rivae fue descrita por Baker y publicado en Flora of Tropical Africa 7: 465, en el año 1898.
Etimología
Ver: Aloe
rivae: epíteto ogtorgado en honor del botánico italiano Domenico Riva (um 1856–1895).